# Morkůvky

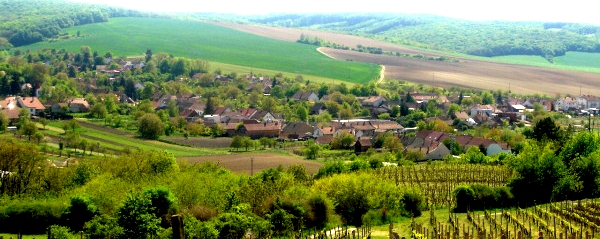
Blick von der Harasky gegen Südwest auf Morkůvky

Morkůvky (deutsch Morkuwek, 1939–45 Morkuwetz) ist eine Gemeinde in Tschechien. Sie liegt vier Kilometer südlich von Klobouky u Brna und gehört zum Okres Břeclav.

## Geographie
Morkůvky befindet sich in den südwestlichen Ausläufern des Steinitzer Waldes (Ždánický les) in der Boleradická vrchovina. Das Dorf erstreckt sich rechtsseitig des Baches Haraska am Nordhang der Ochozy (319 m). Nördlich erheben sich die Plunary (336 m) und Harasky (Harrasberg, 278 m), südöstlich der Hotařský kopec (239 m), im Süden Ochozy und Hrádek, südwestlich der Kuntinov (322 m), im Westen der Přední kout (410 m) sowie nordwestlich der Nedánov (368 m). In der nördlichen Umgebung des Dorfes befinden sich ausgedehnte Weinberge.
Nachbarorte sind Augustinov, Klobouky u Brna und Kašnice im Norden, Krumvíř im Nordosten, Brumovice im Osten, Ostrůvek im Südosten, Kobylí und Bořetice im Süden, Němčičky und Horní Bojanovice im Südwesten, Boleradice im Westen sowie Diváky und Martinice im Nordwesten.

## Geschichte
Erstmals schriftlich erwähnt wurde das zu den Boleradicer Gütern gehörende Dorf im Jahre 1356. Morkůvky wurde ursprünglich beiderseits des Baches Haraska angelegt, wobei sich der alte Dorfplatz gegenüber dem heutigen Ort in einer Südhanglage in einem kleinen Tal am Fuße der Harasky an der Stelle der heutigen Ortslage Kaštánka befand. Das Ortszentrum wurde später infolge der Zunahme der Bevölkerung an das Wegekreuz zwischen Boleradice und Klobouky verlegt. 1417 gehörte Morkůvky zusammen mit Němčičky Wenzel Czihowka. Weitere Besitzer waren die Vladiken von Zástřizl. Von Eliška von Zástřizl gingen Morkůvky und Němčičky 1537 an deren Sohn Zdeněk Žampach von Potštejn über. Im Jahre 1594 wurde Morkůvky zusammen mit dem Gut Boleradice an die Herrschaft Göding angeschlossen. Das älteste Ortssiegel stammt aus dem 17. Jahrhundert. Zu den weiteren Besitzern gehörten die Jakardovský von Sudice, Friedrich von Oppersdorff, Johann Adam Andreas von Liechtenstein und Josef Graf Czobor. Dieser verkaufte die Herrschaft 1762 an Kaiser Franz I. In Morkůvky wurde seit Beginn des 19. Jahrhunderts in einer evangelischen und einer katholischen Schule unterrichtet. Bis zur Mitte des 19. Jahrhunderts blieb das Dorf immer nach Göding untertänig und im Besitzer der Habsburger.
Nach der Aufhebung der Patrimonialherrschaften bildete Morkůvky ab 1850 eine Gemeinde in der Bezirkshauptmannschaft Auspitz. 1871 wurden beide Schulen vereinigt. Morkůvek erreichte im Jahre 1921 mit 811 Einwohnern die höchste Bevölkerungszahl seiner Geschichte. Nach der Aufhebung des Okres Hustopeče wurde die Gemeinde 1961 dem Okres Břeclav zugeordnet. Seit 2000 führt Morkůvky ein Wappen und Banner.

## Ortsgliederung
Für die Gemeinde Morkůvky sind keine Ortsteile ausgewiesen. Zu Morkůvky gehören die Ortslage Kaštánka und die Einschicht Augustinov.

## Sehenswürdigkeiten

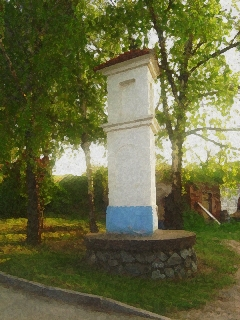
Marterl an der Straße nach Boleradice

- freistehender Glockenturm aus dem 18. Jahrhundert, er dient heute zugleich als Eingangstor zum Friedhof
- dreiseitiges Marterl an der Sokolovna am Ortsausgang nach Boleradice
- František-Peřina-Museum, es wurde 2006 in der früheren Schule eingerichtet und erinnert an das Leben des Piloten und Generalleutnants
- Naturreservate Hrádek, Velký Kuntínov, Jesličky, Nosperk, Zázmoníky südwestlich des Dorfes, geschützt seit 1986
- archäologische Fundstätte Hrádek auf der gleichnamigen Kuppe, mit Resten einer Befestigungsanlage vom Ende der Hallstattzeit
- archäologische Fundstätte Hotařský kopec, auf dem Hügel wurde 1984 eine slawische Begräbnisstätte mit 25 Knochengräbern aufgefunden. Am nördlichen Fuße befand sich das Dorf Topolany, das beim Tatareneinfall zu Beginn des 13. Jahrhunderts erlosch.

## Söhne und Töchter der Gemeinde
- Josef Huták (1904–1975), Maler und Zeichner
- František Novotný (1908–1990), Maler
- František Peřina (1911–2006), Jagdflieger der RAF im Zweiten Weltkrieg
- Ludvík Dobeš (1914–1979), Maler